# Zpátky na zem
Zpátky na zem (anglicky Down to Earth) je americký komediální film z roku 2001, jenž byl režírován bratry Weitzovými – tentýž tým, který režíroval a pomohl vytvořit Prci, prci, prcičky (American Pie). Ve Zpátky na zem účinkuje stand-up komik Chris Rock. jako komediant Lance, který je zabit ještě předtím, než nadejde jeho čas. Jemu je tedy dána druhá šance, aby se vrátil na zem, do těla tlustého bohatého pána. Zpátky na zem je remake filmu Heaven Can Wait z roku 1978, který je remakem Here Comes Mr. Jordan z roku 1941, který je založen na divadelní hře Harryho Segalla, která je nazvaná Heaven Can Wait. Tento film Zpátky na zem je pojmenován podle filmu Mr. Jordan (pokračování) z roku 1947. Dějově se ale tento film více podobá originálu z roku 1941 a původní divadelní hře.
Jeden rozdíl ale tu stále je, Lance v této verzi je Afroameričan, ale jeho duši je i přesto dáno tělo bohatého bělocha, což umožňuje Chris Rockovi satirovat a komentovat na téma sociální rozdíly, apod.

## V hlavní roli
- Chris Rock … Lance Barton
- Regina King … Sontee Jenkins
- Chazz Palminteri … King
- Eugene Levy … Keyes
- Frankie Faison … Whitney Daniels
- Mark Addy … Cisco
- Greg Germann … Sklar

### Dabing
| Jméno postavy | Herecký představitel | Jméno dabéra |
| ------------- | -------------------- | ------------ |
| Lance Barton  | Chris Rock           | Filip Švarc  |